# Nearcticorpus canadense
Nearcticorpus canadense är en tvåvingeart som beskrevs av Rohacek och Marshall 1982. Nearcticorpus canadense ingår i släktet Nearcticorpus och familjen hoppflugor. Inga underarter finns listade i Catalogue of Life.